# .et
.et este un domeniu de internet de nivel superior, pentru Etiopia (ccTLD).